# Балаклея (Полтавская область)
Балакле́я (укр. Балаклія) — село, Балаклеевский сельский совет, Великобагачанский район, Полтавская область, Украина.
Код КОАТУУ — 5320280601. Население по переписи 2001 года составляло 503 человека.
Является административным центром Балаклеевского сельского совета, в который, кроме того, входят сёла Колосовка, Писаревщина и Шипоши.

## Географическое положение
Село Балаклея находится на правом берегу реки Псёл в месте впадения в неё река Балаклейка, выше по течению на расстоянии в 3 км расположено село Герусовка, выше по течению реки Балаклейка на расстоянии в 2 км расположено село Писаревщина, ниже по течению на расстоянии в 3,5 км расположено село Остапье, на противоположном берегу — село Колосовка.

## История
- В 1654 году в селе Балаклея проживали 153 казака, 148 мещан[4].

## Экономика
- Молочно-товарная ферма.
- «Балаклеевское», ОАО.

## Объекты социальной сферы
- Детский сад «Малятко».
- Школа I—II ст.

## Достопримечательности
- Братская могила советских воинов.

## Известные уроженцы
- Цикало, Михаил Пантелеевич (1901—1953) — советский военачальник, генерал-лейтенант артиллерии (19.04.1945).